# Дача Терентьєва
Дача Терентьєва — заміський маєток (дача) російського купця, промисловця Терентьєва в Євпаторії, Крим. Будинок збудований на початку XX століття і внесений до Реєстру пам'яток архітектури та містобудування місцевого значення.

## Назва і розташування
Власником чималого земельного наділу на узбережжі моря в Євпаторії був російський промисловець, мільйонер Терентьєв. Для відпочинку від торгових справ він обрав курортний берег західного Криму і побудував там, орієнтовно у 1910 році, дачу, і відтоді носить ця будівля назву — дача Терентьєва.
За переказами старожилів та місцевих працівників, існує легенда, що в мільйонера була єдина дочка, але через важкий характер батька чи то з інших причин, вона утопилася, тоді розчулений Терентьєв побудував на самому краю моря величний палац-дачу, який виглядає свою принцесу.
Сама дача розташована на береговому виступі (невеликому мисі), у східній частині Євпаторії. Запроєктована в тодішньому «дачному масиві», а тепер в санаторній зоні міста (де лише одні санаторії), з півночі оточена зеленою зоною — муніципальним парком імені Фрунзе. Адреса: місто Євпаторія, вул. В. Маяковського, 2.

## Історія
Достеменно невідомо коли промисловець Терентьєв вирішив побудувати дачу в Криму і що його на це спонукало. Та за переказами тих часів уже в 1910 році дача була заселена. Дослідники Євпаторії, приглядаючись до архітектурних елементів та стилю, стверджують, що автором-архітектором будівлі був відомий євпаторійський архітектор вірменського походження Павло Якович (Богос Акопович) Сеферов.
|  | Найвища з берегових споруд, у три поверхи, з відкритими терасами на море. У стилі споруди є античні мотиви ... |

Одразу ж після відкриття, диковинна білосніжна дача стала місцем паломництва мешканців та гостей міста. Мільйонер Терентьєв мав чимало зв'язків та стосунок до культурної складової столиць Російської імперії, тож до його маєтку приїздили відомі тогочасні особи. Так у 1912 році тут відпочивав Олексій Толстой. В цей час неокласична будівля стає візитівкою курорту Євпаторія (чимало поштівок та картин з неї були змальовані і відправлялися в усі кінці імперії).

### Курортний комплекс у радянські часи
Після Жовтневого перевороту на початку 20-х років XX століття маєток Терентьєва був націоналізований.
Тривалий час безгосподарного використання і пограбування негативно відобразився на будівлі. Вона почала занепадати, руйнуватися, тоді місцевих партійні керівники звернулися до численних трудових колективів з проханням взяти під шефство більшість «націоналізованих у буржуїв» дач і маєтків. Таким чином, у 1925 році харківське заводоуправління відгукнулося на прохання кримчан, і з того часу на території маєтку-дачі почав працювати санаторій «Маяк» Харківського облздороввідділу (в ньому лікували дітей хворих на кістково-суглобовий туберкульоз).
Трьома роками пізніше, цей заклад вже «імені 10-річчя Жовтня», з денним стаціонаром на 100 осіб. А в 1933 році дачу Терентьєва передали під санаторій «імені Червоних партизан» (і лікувалися там дорослі). Кількома роками по тому корпуса знову було повернено дитячому санаторію.
Під час Другої світової війни санаторій не піддавався якимось суттєвим руйнуванням, ймовірно в ньому також функціонував санаторно-лікувальний заклад.
По війні непошкоджений стан будинку сприяв швидкому становленню санаторію «Пролетар» для дітей та їхніх батьків, військових. А в 1956 році його об'єднали з санаторієм «Піонер» (сучасне «Орлятко»). Відтоді це був відомий дитячий оздоровчий комплекс.
У 60-х роках XX століття було ще кілька реорганізацій та перейменувань, допоки дача Терентьєва і прилеглі будівлі не отримали свою остаточну назву — пансіонат «Золотий берег», у якому лікували важкохворих дітей.

### Сучасність
Постановою Кабінету Міністрів Кримської автономної області України, дача Терентьєва належить до пам'яток архітектури та містобудування та охороняється законодавством. Оскільки будівля майже сотню років належала різним курортним закладам, то її не відчужували до міського майна, а закріпили за відомим санаторієм, який і опікується збереженням, реставрацією й утриманням споруди. Наразі дача Терентьєва розташована на території санаторію «Золотий берег».
У приміщенні дачі розташований 2-й корпус лікувального закладу. Тут лікуються: захворювання верхніх дихальних шляхів і ЛОР — органів (хронічний бронхіт, хронічні риніти, фарингіти, трахеїти, хронічні гайморити, тонзиліти, синуїти, аденоїди); хвороби кістково-м'язової та сполучної тканини (артрози, артрити, наслідки переломів, хронічні синовіти, бурсити, остеомієліти; порушення постави, сколіоз); хвороби периферичної нервової системи (радикуліти, остеохондрози, плексити, поліневрити, вегетативні поліневрити, неврити лицьового і трійчастого нервів); захворювання шкіри (нейродерміти, екземи, дерматози, псоріаз); захворювання серцево-судинної системи.

## Опис
Архітектору Павлові Сеферову надзвичайно пощастило, замовником нової будівлі на березі моря був відомий столичний мільйонер, купець Терентьєв. Необмежений у фінансах, архітектор зумів втілити свої незбагнені мрії і створити на березі віддаленого курорту один із яскравих зразків євпаторійського модерну, де використані чимало елементів класицизму. Його характерною особливістю є асиметричний, ламаний по контурах план і складний силует.

### Будинок
Триповерхова, асиметрична споруда складена з гранованих та овальних еркерів, насичена відкритими майданчиками (у вигляді оглядових майданчиків, балконів та терас) по всьому периметру будівлі. Центральний вхід не з моря, а із західної сторони і на цокольному підвищенню. До входу ведуть помпезні сходи, що розширюються до низу, по краям сходів стоять балюстради.
Перший поверх піднесений над поверхнею землі (більше метра), оскільки стоїть на цокольній подушці (цоколь високий і виступає додатковим приміщенням та підвалом). Над другим поверхом виступає третій фронтон, менший за розміром, візуально складений з чотирьох ще менших фронтонів, які прилягають один до одного і зверху (по центру) перекриваються сферичним куполом. Дахівка зроблена з бляхи, як і більшість віконних укосів та навісів по всьому дому.
Важливим архітектурним елементом стали колони, так самі фронтони із заходу й зі сходу опираються на дві колони і дві напівколони. Лише південна сторона більше ослаблена — тут стоїть тимпан із декорацією. У кількох місцях середнього ярусу (2 поверху) тимпан із декорацією та іонійські колони з капітелями.
Архітектурний декор, за визначенням дослідників, має відношення до стилю ампір. У різних деталях та конструкціях часто використовуються декоративні вставки притаманні ампіровій стилістиці: різноманітні медальйони з жіночими (еллінськими) обличчями, маскарони, факели по краях розет, орнаментальні щитки та чимало інших елементів. На рівні першого поверху замковий камінь прямокутних вікон прикрашений зображенням голови лева.

### Інші споруди
При згадуванні Дачі Терентьєва більшість дослідників та й пересічних громадян (як сучасників, так і в минулому) одразу ж згадували саму будівлю, настільки вони були нею вражені, що про інші споруди, які розташовані на території відпочинкового маєтку мільйонера, не згадували. Лише за куцими оповідями сучасники дізнаються, що маєток був із перших же днів відгороджений кованим парканом (що на той час у Євпаторії не було прийнятно).
Маєток-дача Терентьєва займала площу до 1,53 гектара, і значну площу займала паркова зона. За сотню років, очевидно, старі насадження не збереглися (далися взнаки війна та численні перебудови і добудови оздоровчих корпусів і відпочинкових майданчиків). Наразі на території цього парку ростуть: кипариси і кримські сосни, глід і дуб, кедр ліванський і ялівець, гледичиї і платани, а сучасники досадили ще й суничне дерево, хурму, гранат та багато кущових насаджень.